# Катена, Алехандро
Алехандро Катена Маруган (исп. Alejandro Catena Marugán; род. 28 октября 1994, Мостолес, Мадрид) — испанский футболист, центральный защитник клуба «Осасуна».

## Карьера
Катена является воспитанником клуба «Мостолес», в котором он прошёл через все возрастные группы и в 2013 году оказался в первой команде клуба. Вместе с «Мостолесом» Алехандро поднялся в Терсеру, где отыграл два сезона, а в последнем был одним из капитанов команды. В июле 2016 года он пошёл на повышение и в статусе свободного агента перешёл в клуб «Навалькарнеро» из Сегунды Б. В своём дебютном сезоне в этой лиге Алехандро сыграл 29 матчей, в которых забил два гола.
После единственного сезона в составе «Навалькарнеро» Катена перешёл в «Марбелью», также выступавшую в Сегунде Б. В сезоне 2017/18 он помог команде занять второе место в своей группе, сыграв 33 матча и забив один гол, однако в плей-офф за право выхода в Сегунду «Марбелья» проиграла. 25 июня 2018 года Алехандро заключил трёхлетний контракт с клубом «Реус Депортиу» из Сегунды. Свой первый матч во второй по силе лиге Испании Катена провёл 19 августа 2018 года с «Лас-Пальмасом». Всего за «Реус» он провёл 21 матч, отличился одним забитым голом. 24 января 2019 года Катена расторг контракт с клубом из-за невыплаты зарплаты.
31 января 2019 года Катена заключил контракт на полтора года с клубом «Райо Вальекано» из испанской Примеры. 12 мая 2019 года Алехандро дебютировал в Примере, выйдя в стартовом составе на матч с «Вальядолидом». В январе 2020 года подписал новый контракт с «Райо Вальекано» до 2023 года.